# Dirac-Notation
Die Dirac-Notation, auch Bra-Ket-Notation, ist in der Quantenmechanik eine Notation für quantenmechanische Zustände. Die Notation geht auf Paul Dirac zurück. Die ebenfalls von ihm eingeführte Bezeichnung Bra-Ket-Notation ist ein Wortspiel mit der englischen Bezeichnung für eine Klammer (bracket). In der Bra-Ket-Notation wird ein Zustand ausschließlich durch seine Quantenzahlen charakterisiert.
In der Bra-Ket-Notation schreibt man die Vektoren eines Vektorraums {\displaystyle V} auch außerhalb eines Skalarprodukts mit einer spitzen Klammer als Ket {\displaystyle |v\rangle }. Jedem Ket {\displaystyle |v\rangle } entspricht ein Bra {\displaystyle \langle v|\,,} der dem Dualraum {\displaystyle V^{*}} angehört, also eine lineare Abbildung von {\displaystyle V} in den zu Grunde liegenden Körper {\displaystyle K} repräsentiert, und umgekehrt. Das Ergebnis der Operation eines Bras {\displaystyle \langle v|} auf einen Ket {\displaystyle |w\rangle } wird {\displaystyle \langle v|w\rangle } geschrieben, womit der Zusammenhang mit der konventionellen Notation des Skalarprodukts hergestellt ist.
In der Physik wird die Notation verwendet, gleich ob es sich dabei um Vektoren eines Vektorraumes oder um Funktionen in einem Hilbertraum handelt. Die mathematische Rechtfertigung für die Bra-Ket-Notation ergibt sich aus dem Satz von Fréchet-Riesz, den F. Riesz und M. Fréchet 1907 unabhängig voneinander bewiesen. Er besagt unter anderem, dass ein Hilbertraum und sein topologischer Dualraum isometrisch isomorph zueinander sind. In unserem Zusammenhang: Zu jedem Ket {\displaystyle |v\rangle } existiert das entsprechende Bra {\displaystyle \langle v|}, und umgekehrt.

## Darstellung
Sei {\displaystyle v} ein Vektor eines komplexen {\displaystyle m}-dimensionalen Vektorraums {\displaystyle \left(v\in \mathbb {C} ^{m}\right)}. Der Ket-Ausdruck {\displaystyle \left|v\right\rangle } kann als Spaltenvektor mit komplexen Elementen {\displaystyle v_{n}} ({\displaystyle v_{n}\in \mathbb {C} }) dargestellt werden:
{\displaystyle \left|v\right\rangle \doteq {\begin{pmatrix}v_{1}\\v_{2}\\v_{3}\\\vdots \\v_{m}\end{pmatrix}}}
Wichtig ist dabei, dass {\displaystyle \left|v\right\rangle } und der dazugehörige Spaltenvektor {\displaystyle (v_{1},v_{2},v_{3},\dotsc ,v_{m})^{T}} nicht dasselbe mathematische Objekt sind und somit kein Gleichheitszeichen verwendet werden darf. Dies wird insbesondere daran deutlich, dass die Bra-Ket-Schreibweise von der Wahl einer Basis unabhängig ist, während die Darstellung durch Koordinatenvektoren die Wahl einer Basis voraussetzt. Stattdessen sollte deutlich gemacht werden, dass es sich bei {\displaystyle (v_{1},v_{2},v_{3},\dotsc ,v_{m})^{T}} um die Darstellung von {\displaystyle \left|v\right\rangle } handelt. Dies kann durch die Verwendung von Zeichen wie {\displaystyle \Rightarrow }, {\displaystyle \doteq }, {\displaystyle \leftrightarrow } etc. erfolgen.
Der Bra-Ausdruck {\displaystyle \left\langle v\right|} kann demnach als Zeilenvektor mit den konjugierten Werten dargestellt werden:
{\displaystyle \left\langle v\right|\doteq {\begin{pmatrix}v_{1}^{*}&v_{2}^{*}&v_{3}^{*}&\dotso &v_{m}^{*}\end{pmatrix}}}

## Beispiele

### Teilchen mit Spin
Durch die Notation {\displaystyle |1s,{\uparrow }\rangle } kann ein Elektron im Zustand 1s mit Spin up des Wasserstoffatoms bezeichnet werden.

### Photon
Der Polarisationszustand eines Photons kann als Überlagerung zweier Basiszustände {\displaystyle |V\rangle } (vertikal polarisiert) und {\displaystyle |H\rangle } (horizontal polarisiert), angegeben werden:
{\displaystyle |\gamma \rangle =\alpha |V\rangle +\beta |H\rangle },
wobei
{\displaystyle \alpha ,\beta \in \mathbb {C} }
und
{\displaystyle \alpha ^{*}\alpha +\beta ^{*}\beta =|\alpha |^{2}+|\beta |^{2}=1}.

### System aus mehreren Bosonen
Gegeben sei eine Anzahl von {\displaystyle n} Bosonen {\displaystyle q_{k}} mit jeweils einem bestimmten Impuls {\displaystyle p_{k}=k{\frac {2\pi }{L}}}. Der Zustand lässt sich mittels der Dirac-Notation kompakt abbilden:
| {\displaystyle n}       | Zustandsvektor | Besetzungszahldarstellung               | Erläuterung                                                                   |
| ----------------------- | --- | --------------------------------------- | ----------------------------------------------------------------------------- |
| 0                       | {\displaystyle \left\|0\right\rangle }                                                                                               | {\displaystyle \left\|00\right\rangle } | 0 Teilchen befinden sich im Zustand 1. 0 Teilchen befinden sich im Zustand 2. |
| 1                       | {\displaystyle \left\|q_{1}\right\rangle }                                                                                           | {\displaystyle \left\|10\right\rangle } | 1 Teilchen befindet sich im Zustand 1. 0 Teilchen befinden sich im Zustand 2. |
| 1                       | {\displaystyle \left\|q_{2}\right\rangle }                                                                                           | {\displaystyle \left\|01\right\rangle } | 0 Teilchen befinden sich im Zustand 1. 1 Teilchen befindet sich im Zustand 2. |
| 2                       | {\displaystyle \left\|q_{1},q_{1}\right\rangle }                                                                                     | {\displaystyle \left\|20\right\rangle } | 2 Teilchen befinden sich im Zustand 1. 0 Teilchen befinden sich im Zustand 2. |
| 2                       | {\displaystyle \left\|q_{1},q_{2}\right\rangle =\left\|q_{2},q_{1}\right\rangle }                                                    | {\displaystyle \left\|11\right\rangle } | 1 Teilchen befinden sich im Zustand 1. 1 Teilchen befinden sich im Zustand 2. |
| 2                       | {\displaystyle \left\|q_{2},q_{2}\right\rangle }                                                                                     | {\displaystyle \left\|02\right\rangle } | 0 Teilchen befinden sich im Zustand 1. 2 Teilchen befinden sich im Zustand 2. |
| 3                       | {\displaystyle \left\|q_{1},q_{1},q_{1}\right\rangle }                                                                               | {\displaystyle \left\|30\right\rangle } | 3 Teilchen befinden sich im Zustand 1. 0 Teilchen befinden sich im Zustand 2. |
| 3                       | {\displaystyle \left\|q_{1},q_{1},q_{2}\right\rangle =\left\|q_{1},q_{2},q_{1}\right\rangle =\left\|q_{2},q_{1},q_{1}\right\rangle } | {\displaystyle \left\|21\right\rangle } | 2 Teilchen befinden sich im Zustand 1. 1 Teilchen befindet sich im Zustand 2. |
| {\displaystyle \vdots } | {\displaystyle \vdots } | {\displaystyle \vdots }                 | {\displaystyle \vdots }                                                       |

## Skalarprodukt
Das Skalarprodukt eines Bra {\displaystyle \langle \phi |} mit einem Ket {\displaystyle |\psi \rangle } wird in Bra-Ket-Notation geschrieben als:
{\displaystyle \langle \phi |\psi \rangle :=\left(\langle \phi |\right)\cdot \left(|\psi \rangle \right)}
Dies kann als Anwendung des Bras {\displaystyle \langle \phi |} auf den Ket {\displaystyle |\psi \rangle } aufgefasst werden.
Für komplexe Zahlen {\displaystyle c_{1}} und {\displaystyle c_{2}} gilt:
{\displaystyle \langle \phi |\;{\bigg (}c_{1}|\psi _{1}\rangle +c_{2}|\psi _{2}\rangle {\bigg )}=c_{1}\langle \phi |\psi _{1}\rangle +c_{2}\langle \phi |\psi _{2}\rangle } (Linearität)
Aufgrund der Dualitätsbeziehung gilt außerdem:
{\displaystyle \langle \psi |\phi \rangle =\langle \phi |\psi \rangle ^{*}} (komplexe Konjugation)

## Tensorprodukt
Das Tensorprodukt eines Ket {\displaystyle |\phi \rangle } mit einem Bra {\displaystyle \langle \psi |} wird geschrieben als
{\displaystyle \phi \otimes \psi \ \ =:\ \ |\phi \rangle \langle \psi |}
Im Fall gewöhnlicher Vektoren entspricht das Tensorprodukt einer Matrix.
Für eine vollständige Orthonormalbasis {\displaystyle \{|1\rangle ,|2\rangle ,\dotsc ,|N\rangle \}} führt die Operation
{\displaystyle |1\rangle \langle 1||\psi \rangle =\langle 1|\psi \rangle |1\rangle =c_{1}|1\rangle }
eine Projektion auf den Basiszustand {\displaystyle |1\rangle } aus.
Dies definiert den Projektionsoperator auf den Unterraum des Zustands {\displaystyle |1\rangle }:
{\displaystyle |1\rangle \langle 1|}
Eine besonders wichtige Anwendung der Multiplikation von Ket mit Bra ist der Einheitsoperator {\displaystyle I}, der sich als Summe über die Projektionsoperatoren ergibt zu
{\displaystyle I=\sum _{n=1}^{N}|n\rangle \langle n|}.
(In unendlich-dimensionalen Hilberträumen ist bei diskreter Basis der Limes {\displaystyle N\to \infty } zu betrachten.)
Diese „Darstellung des Einheitsoperators“ ist insbesondere deshalb von so herausragender Bedeutung, da man damit jeden Zustand {\displaystyle |a\rangle } in einer beliebigen Basis entwickeln kann.
Ein Beispiel einer Basisentwicklung durch Einschieben der Eins:
{\displaystyle |a\rangle =I|a\rangle =\sum _{n=1}^{N}|n\rangle \underbrace {\langle n|a\rangle } _{=:\alpha _{n}}=\sum _{n=1}^{N}\alpha _{n}|n\rangle }
Dies ist die Darstellung des Zustands-Kets {\displaystyle |a\rangle } in der {\displaystyle n}-Basis durch das sogenannte Einschieben der Eins.
Dass dies immer funktioniert, ist eine unmittelbare Konsequenz der Vollständigkeit des Hilbertraums, in dem die Zustände, also die Kets, 'leben'.
Für eine kontinuierliche Basis ist statt der Summe ein Integral zu bilden.
So erhält man beispielsweise für den Ortsraum die Summe über das Ortskontinuum und damit den Einheitsoperator als Integral über den ganzen {\displaystyle \mathbb {R} ^{3}}:
{\displaystyle I=\sum _{\text{kont. Basis}}|{\vec {x}}\rangle \langle {\vec {x}}|=\int _{\mathbb {R} ^{3}}\,\,\mathrm {d} ^{3}\!x\,|{\vec {x}}\rangle \langle {\vec {x}}|}
Natürlich ist auch mit einer solchen kontinuierlichen Basis eine Basisentwicklung möglich, was in der Regel auf ein Fourierintegral führt. Technisch handelt es sich dabei nicht um eine Entwicklung nach Basisvektoren des Hilbertraums, da es in den betrachteten separablen Räumen kein Kontinuum von paarweise orthogonalen Vektoren geben kann: Vektoren der Art {\displaystyle |{\vec {x}}\rangle } bilden vielmehr eine mathematisch nicht-triviale Erweiterung des betrachteten Hilbertraums, und man nennt sie daher auch manchmal „uneigentliche Vektoren“, weil sie wie die Deltafunktion oder wie monochromatische ebene Wellen nicht quadratintegrierbar sind. (Auch der Begriff der Orthogonalität muss hierbei verallgemeinert werden, indem man statt der sonst üblichen Kroneckersymbole {\displaystyle \delta _{i,j}} Deltafunktionen benutzt.)
Beachtet man bei Rechnungen diese Details, die im Grunde nur auf die „Rezepte“   {\displaystyle \sum _{i}\to \int _{\mathbb {R} ^{3}}\,\,\mathrm {d} ^{3}\!x\,}  und {\displaystyle \delta _{i,j}\to \delta (x_{i}-x_{j})} hinauslaufen, so bleibt die Basisentwicklung eine brauchbare Analogie.

## Darstellungen in der Quantenmechanik
In der Quantenmechanik arbeitet man häufig mit Projektionen von Zustandsvektoren auf eine bestimmte Basis anstatt mit den Zustandsvektoren selbst.
Die Projektion auf eine bestimmte Basis wird Darstellung genannt. Ein Vorteil davon ist, dass die so erhaltenen Wellenfunktionen komplexe Zahlen sind, für die der Formalismus der Quantenmechanik als partielle Differentialgleichung geschrieben werden kann.
- Darstellung in der Ortsraum-Basis (Ortsdarstellung):

Sei {\displaystyle |{\vec {x}}\rangle } ein Eigenzustand des Ortsoperators {\displaystyle {\hat {x}}} mit der Eigenschaft
{\displaystyle {\hat {x}}|{\vec {x}}\rangle ={\vec {x}}|{\vec {x}}\rangle }.
Die Wellenfunktion {\displaystyle \psi ({\vec {x}})} ergibt sich durch Projektion als
{\displaystyle \psi ({\vec {x}})=\langle {\vec {x}}|\psi \rangle }
Das Skalarprodukt ist
{\displaystyle \langle \psi _{1}|\psi _{2}\rangle \ =\int _{\mathbb {R} ^{3}({\vec {x}})}\langle \psi _{1}|{\vec {x}}\rangle \langle {\vec {x}}|\psi _{2}\rangle \,\mathrm {d} ^{3}\!x=\int _{\mathbb {R} ^{3}({\vec {x}})}\psi _{1}({\vec {x}})^{*}\,\psi _{2}({\vec {x}})\,\mathrm {d} ^{3}\!x}
- Darstellung in der Impulsraum-Basis (Impulsdarstellung):

Sei {\displaystyle |{\vec {p}}\rangle } ein Eigenzustand des Impulsoperators {\displaystyle {\hat {p}}} mit der Eigenschaft
{\displaystyle {\hat {p}}|{\vec {p}}\rangle ={\vec {p}}|{\vec {p}}\rangle }.
Die Wellenfunktion {\displaystyle \psi ({\vec {p}})} ergibt sich durch Projektion als
{\displaystyle \psi ({\vec {p}})=\langle {\vec {p}}|\psi \rangle \,\,\left(\equiv \,\int {\frac {e^{-i{\vec {p}}\cdot {\vec {x}}}}{(2\pi )^{3/2}}}\,\psi ({\vec {x}})\,\mathrm {d} ^{3}\!x\right)}
Das Skalarprodukt ist jetzt dasselbe wie zuvor
{\displaystyle \langle \psi _{1}|\psi _{2}\rangle \ =\int _{\mathbb {R} ^{3}({\vec {p}})}\langle \psi _{1}|{\vec {p}}\rangle \langle {\vec {p}}|\psi _{2}\rangle \,\mathrm {d} ^{3}\!p=\int _{\mathbb {R} ^{3}({\vec {p}})}\psi _{1}({\vec {p}})^{*}\,\psi _{2}({\vec {p}})\,\mathrm {d} ^{3}\!p}
Allgemein gilt, dass Skalarprodukte bei einem beliebigen Basiswechsel invariant sind. Beispiele sind die Übergänge („Darstellungswechsel“) von einem vollständigen Satz von Eigenvektoren und/oder uneigentlichen Eigenvektoren selbstadjungierter Operatoren des Systems zum anderen, z. B. der Übergang von einem Matrixsystem zum anderen oder der Übergang von einer Matrixdarstellung zur Orts- oder Impulsdarstellung.
- Matrixelemente einer invariant definierten „Messgröße“, mit zugeordnetem, von der benutzten Basis abhängigen Operator {\displaystyle {\hat {A}}\,,} sind in allen Basen gleich, obwohl die Operatoren selbst im Allgemeinen unterschiedliche Darstellungen besitzen. So berechnet man etwa in der Ortsdarstellung

{\displaystyle \langle \psi _{1}|{\hat {A}}|\psi _{2}\rangle \ =\iint _{\mathbb {R} ^{3}({\vec {x}})\,\mathbb {R} ^{3}({\vec {x}}')}\langle \psi _{1}|{\vec {x}}\rangle \langle {\vec {x}}|{\hat {A}}|{\vec {x}}'\rangle \langle {\vec {x}}'|\psi _{2}\rangle \,\mathrm {d} ^{3}\!x\,\mathrm {d} ^{3}\!x'\ } {\displaystyle =\iint _{\mathbb {R} ^{3}({\vec {x}})\,\mathbb {R} ^{3}({\vec {x}}')}\psi _{1}({\vec {x}})^{*}{\hat {A}}({\vec {x}},\,{\vec {x}}')\psi _{2}({\vec {x}}')\,\mathrm {d} ^{3}\!x\,\mathrm {d} ^{3}\!x'}
Die Diagonalelemente, also die mit {\displaystyle |\psi _{1}\rangle =|\psi _{2}\rangle }, sind zugleich die Erwartungswerte des Operators in den jeweiligen Zuständen.

## Symbole in Unicode
Die öffnenden und schließenden Winkel sollen in Unicode durch die Zeichen U+27E8 MATHEMATICAL LEFT ANGLE BRACKET und U+27E9 MATHEMATICAL RIGHT ANGLE BRACKET aus dem Unicodeblock Verschiedene mathematische Symbole-A dargestellt werden. Es gibt zwar zusätzlich die Zeichen U+2329 LEFT-POINTING ANGLE BRACKET und U+232A RIGHT-POINTING ANGLE BRACKET im Unicodeblock Verschiedene technische Zeichen, aber das Unicode-Konsortium rät von deren Verwendung ab.

### Weiterführende und moderne Literatur
- Daniel M. Greenberger, Klaus Hentschel, Friedel Weinert (Hrsg.): Compendium of quantum physics: concepts, experiments, history, and philosophy. Springer, Heidelberg ; New York 2009, ISBN 978-3-540-70622-9.
- Brian C. Hall: Quantum Theory for Mathematicians (= Graduate Texts in Mathematics. Band 267). Springer New York, New York, NY 2013, ISBN 978-1-4614-7115-8, doi:10.1007/978-1-4614-7116-5.
- Fred Kronz, Tracy Lupher: The Stanford Encyclopedia of Philosophy. Hrsg.: Edward N. Zalta. Winter 2021 Auflage. Metaphysics Research Lab, Stanford University, 2021, Quantum Theory and Mathematical Rigor (stanford.edu [abgerufen am 7. März 2022]).
- Klaas Landsman: Foundations of Quantum Theory: from classical concepts to operator algebras. Springer, 2019, ISBN 978-3-319-84738-2.
- Valter Moretti: Fundamental Mathematical Structures of Quantum Theory. Springer Nature, 2020, ISBN 978-3-03018348-6.
- Julian Schwinger: Quantum mechanics: symbolism of atomic measurements. Hrsg.: Berthold-Georg Englert. Springer, Berlin; London 2011, ISBN 978-3-642-07467-7.

Vgl. auch Mathematische Struktur der Quantenmechanik.

### Standard und klassische Werke
- P. A. M. Dirac: A new notation for quantum mechanics. In: Mathematical Proceedings of the Cambridge Philosophical Society. Band 35, Nr. 3, 1939, S. 416–418, doi:10.1017/S0305004100021162, bibcode:1939PCPS...35..416D (englisch).
- P. A. M. Dirac: The Principles of Quantum Mechanics. 4. Auflage. Clarendon Press, Oxford 1958, ISBN 978-0-19-852011-5 (englisch, Nachdruck als Paperback 1989).
- Eugen Fick: Einführung in die Grundlagen der Quantentheorie. 4. Auflage. Akademische Verlagsgesellschaft, Frankfurt/Main 1979.
- Ernst Schmutzer: Grundlagen der Theoretischen Physik. Band 2. VEB Deutscher Verlag der Wissenschaften, Berlin 1989, S. 1137 ff.
- Attila Szabo, Neil S. Ostlund: Modern quantum chemistry: introduction to advanced electronic structure theory. Dover Publications, Mineola, NY 1996, ISBN 978-0-486-69186-2 (englisch).

Hinweis: Das Buch von Szabo-Ostlund bietet im 1. Kapitel eine kompakte, zusammenfassende Einführung in die Dirac-Notation.